# Класичні Різвяні Пісні Від Містера Генкі
Класичні різдвяні пісні від містера Генкі (англ. Mr. Hankey's Christmas Classics) — епізод 315 (№ 46) серіалу «Південний Парк», прем'єра якого відбулася 1 грудня 1999 року. Це єдиний повністю музичний епізод серіалу, по суті представляє собою збірник відеокліпів до пародійним різдвяним пісням у виконанні героїв серіалу. Практично всі виконувані в епізоді пісні, а також деякі інші увійшли до альбому «Mr. Hankey's Christmas Classics».

## Сюжет
Як «провідного» в епізоді виступає містер Генкі; він сидить в якомусь будинку біля каміна і представляє кожну з виконуваних пісень. Епізод присвячений пам'яті Мері Кей Бергман, озвучувала в серіалі жіночих персонажів, яка наклала на себе руки приблизно за місяць до виходу епізоду.
В епізоді звучать такі пісні (або власного твору, або традиційні, часто зі злегка зміненими словами):
- Mr. Hankey the Christmas Poo. Її виконує листоноша, який скопійований з провідного різдвяної телепередачі  Santa Claus Is Coming to Town  (в оригіналі його озвучує Фред Астер). Також у виконанні беруть участь діти, жоден з яких не є постійним персонажем серіалу.
- Dreidel Dreidel Dreidel. Ханука льная пісня виконується Кайлом, Айком, Шейлой і Джеральдом Брофловськи разом зі Стеном Маршем і Еріком Картманом.
- O Tannenbaum у виконанні Адольфа Гітлера.
- Christmas Time In Hell. Виконують Сатана і жителі Пекло а, включаючи Джона Кеннеді, принцесу Діану і Джеффрі Дамер а.
- Carol of the Bells у виконанні містера Меки.
- O Holy Night у виконанні Еріка Картмана.
- Merry Fucking Christmas у виконанні містера Гаррісона.
- I Saw Three Ships у виконанні Шеллі Марш.
- Попурі у виконанні Санти і Ісуса:
  - Joy to the World
  - Up On the House Top
  - Away in a Manger
  - O Come All Ye Faithful
  - Hark! The Herald Angels Sing
  - Silent Night
  - Rio
  - Let It Snow
- Have Yourself a Merry Little Christmas у виконанні містера Генкі та інших персонажів.

## Смерть Кенні
Незважаючи на те, що епізод містить кліпи з різдвяними піснями у виконанні різних персонажів в різній обстановці, в ньому все одно вмирає Кенні. Під час останньої пісні, «Have Yourself a Merry Little Christmas», четверо хлопчиків співають: «Through the years we all will be together, if the fates allow» (рос. Ми багато років будемо разом, якщо доля дозволить), і в цей момент прикрашена люстра падає на Кенні і вбиває його. Кілька секунд хлопчики виглядають шокованими, однак тим не менше пісня триває, і надалі ніхто не згадує про померлого. Під час кінцівки пісні помітно, як щури їдять труп Кенні.

## Персонажі
У цьому епізоді вперше, не рахуючи короткометражки «Дух Різдва», з'являється  Санта.

## CD
Диск, пов'язаний з епізодом, вийшов приблизно за тиждень до виходу епізоду — 23 листопада 1999 року. До нього увійшли всі прозвучали в серії пісні, крім попурі у виконанні Санти і Ісуса, яке не було включено на диск через складнощі з авторськими правами на включені в нього пісні. Крім того, на диск увійшли виконувані персонажами серіалу, але не звучали ні в одному епізоді пісні, а також пісні з декількох ранніх серій «Південного парку».

## Критика
У Російській Федерації в висновках Висновки експертів, зробленого за запитом від 11.07.2008 НП «Адвокатське бюро професора М.Кузнєцова» Московської міської колегії адвокатів, за змістом мультфільму «Різдвяні пісеньки від містера говняшкі» з серіалу «Південний парк» було сказано:
Є всі необхідні і достатні підстави для оцінки мультфільму «Різдвяні пісеньки від містера говняшкі» як такого, що принижує людську гідність за ознакою ставлення до релігії і ображає релігійні почуття віруючих (християн, мусульман, юдеїв, а також в дещо меншій мірі — буддистів і представників інших релігій), як збудливого релігійну ворожнечу.

Дослідження представленого мультфільму дозволяє зробити висновок, що головною його метою і визначальною суттю його сюжету, а так само головною метою його створення і публічної демонстрації, в даному випадку — демонстрації телепрограмою «Телеканал» 2х2 «Москва» (ЗАТ «Телеканал» 2х2 "), є цілеспрямоване порушення релігійної ненависті і ворожнечі за допомогою витонченого знущання, наруги над віруючими християнами, мусульманами та юдеями, цинічного образи їх релігійних почуттів, жорстокого приниження честі і гідності віруючих зазначених релігій за релігійною ознакою, дисфоричного висміювання і злісних знущань над сакральним або релігійно значущим для віруючих зазначених релігій, формування клеветнически спотвореного, помилкового образу зазначених релігій, їх традицій і їх віруючих.
Висновок підписали:
- Голова Комісії — головний спеціаліст Департаменту освіти міста Москви А. Ю. Соловйов.
- Доктор юридичних наук, доцент кафедри державного управління, правового забезпечення державної і муніципальної служби Російської академії державної служби при Президенті Російської Федерації, член Громадської ради при МВС Росії І. В. Понкино.
- Кандидат філологічних наук, член Спілки письменників Росії А. С. Мельков.
- Доктор педагогічних наук, професор, директор Центру психолого-педагогічної реабілітації та корекції «Ясенів» Південно-Західного управління освіти Департаменту освіти міста Москви Е. А. Екжанова.
- Професор по кафедрі психології, доктор педагогічних наук, професор кафедри соціальної психології Російського державного соціального університету Є. Г. Сіляева.